# ديلا برينغل
ديلا برينغل (بالإنجليزية: Della Pringle)‏ هي ممثلة أمريكية، ولدت في 20 أغسطس 1870، وتوفيت في 9 نوفمبر 1952.

## وصلات خارجية
- ديلا برينغل على موقع IMDb (الإنجليزية)